# Busonia javanensis
Busonia javanensis är en insektsart som beskrevs av Maldonado-capriles 1977. Busonia javanensis ingår i släktet Busonia och familjen dvärgstritar. Inga underarter finns listade i Catalogue of Life.